# Kanmił
Kanmił – staropolskie imię męskie, złożone z członów Kan- (kaniti – "gościć, zapraszać") i -mił ("miły"). Mogło ono oznaczać "ten, kto miło gości innych".
Kanmił imieniny obchodzi 16 lipca.
Zobacz też: Kanimir